# هوالسو
هوالس (به لاتین: Hvalsø) یک منطقهٔ مسکونی در دانمارک است که در Lejre Municipality واقع شده‌است. هوالس ۲٫۳ کیلومتر مربع مساحت و ۴٬۲۱۸ نفر جمعیت دارد.